# Campodorus aequabilis
Campodorus aequabilis là một loài tò vò trong họ Ichneumonidae.